# Csökmő
Csökmő là một làng thuộc hạt Hajdú-Bihar, Hungary. Làng này có diện tích 68,97 km², dân số năm 2010 là 1835 người, mật độ 27 người/km².